# Karl von Lotzbeck

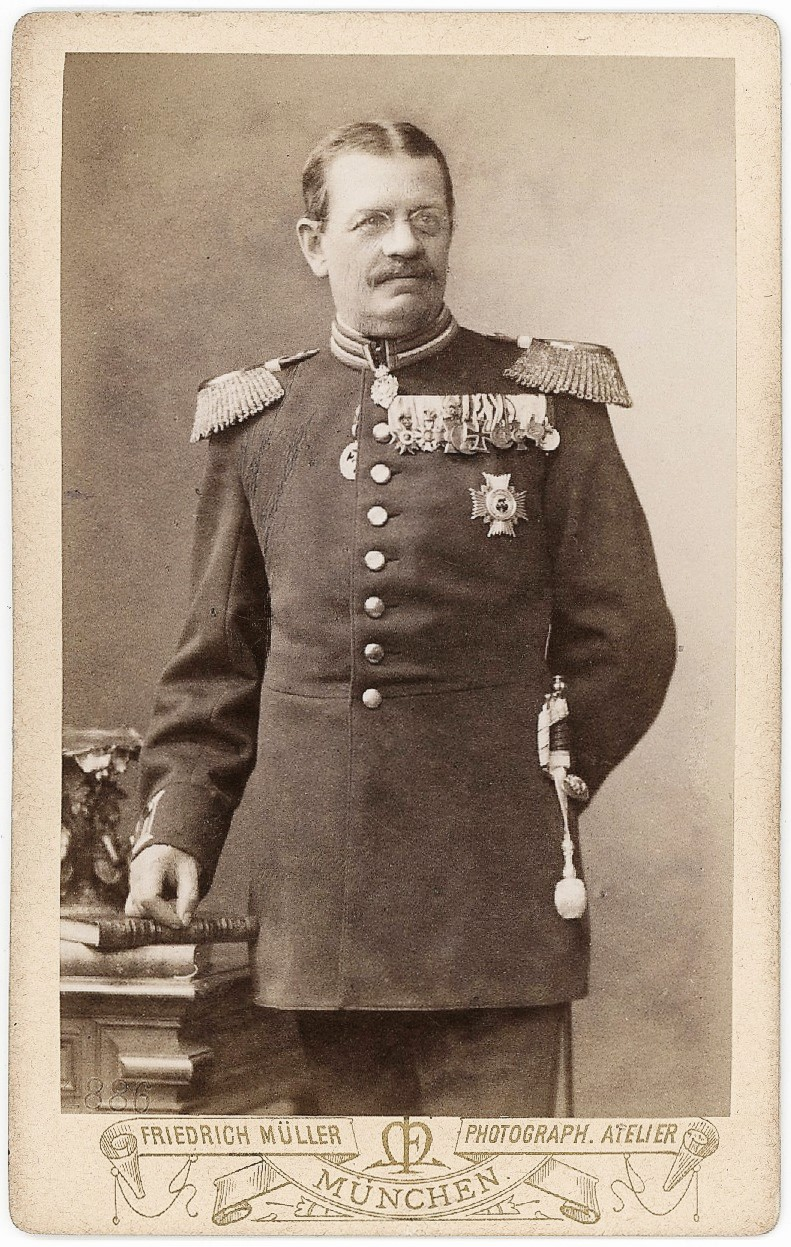
Karl von Lotzbeck

Karl Lotzbeck, seit 1882 Ritter von Lotzbeck, (* 14. Oktober 1832 in Bayreuth; † 19. Januar 1907 in München) war bayerischer Generalstabsarzt der Armee mit dem Rang als Generalleutnant.

## Leben
Lotzbeck war ein Sohn des Lateinschulprofessors Johann Lotzbeck und dessen Ehefrau Karoline, geborene Kaiser aus Ansbach.
Nach dem Besuch des Gymnasiums in Bayreuth nahm er das Studium der Humanmedizin an der Ludwig-Maximilians-Universität München auf. Am 15. November 1851 wurde er Mitglied des Corps Franconia München. Als Inaktiver wechselte er an die Friedrich-Alexander-Universität Erlangen und die Eberhard-Karls-Universität. Mit einer Doktorarbeit über die Myelomeningozelen wurde er 1857 in Tübingen zum Dr. med. promoviert. Nach einigen Jahren als chirurgischer Assistenzarzt habilitierte er sich.
1859 trat er als Unterarzt in die Bayerische Armee ein, wurde 1860 Bataillons- und 1863 Regimentsarzt II. Klasse. Als solcher war er 1864 während des Krieges gegen Dänemark in Lazaretten in Schleswig und Holstein tätig. Im Deutschen Krieg wirkte er 1866 als Stabsarzt in Lazaretten in Kissingen und Würzburg. Während des Deutsch-Französischer Krieges war Lotzbeck 1870/71 als Oberstabsarzt Chef eines Feldspitals. Dabei erwarb er sich in den Schlachten bei Sedan, Wörth und Orléans besondere Verdienste. 1877 avancierte er zum Generalarzt II. Klasse. 1881 wurde Lotzbeck durch König Ludwig II. mit dem Ritterkreuz des Verdienstordens der Bayerischen Krone beliehen. Damit verbunden war die Erhebung in den persönlichen Adelsstand und er durfte sich nach der Eintragung am 15. März 1882 in die Adelsmatrikel „Ritter von Lotzbeck“ nennen. Ab 1882 war er Korpsarzt des I. Armee-Korps. Er wurde am 13. Januar 1883 Generalarzt I. Klasse sowie am 15. Juli 1883 zum Generalstabsarzt und Chef der militärmedizinischen Abteilung im Kriegsministerium ernannt. Damit an der Spitze des Sanitätskorps stehend, erhielt er am 27. Dezember 1891 den Rang als Generalleutnant und Mitte Mai 1893 das Prädikat „Exzellenz“. In Genehmigung seines Abschiedsgesuches wurde er am 4. Juni 1895 mit der gesetzlichen Pension unter Verleihung des Verdienstordens vom Heiligen Michael I. Klasse und unter Versetzung in das Verhältnis à la suite des Sanitätskorps zur Disposition gestellt.
Lotzbecks Friedensgarnison war immer München. Er gab Operationskurse für Militärärzte und leitete die chirurgische Abteilung des Militärkrankenhauses in der Müllerstraße. Daneben betrieb er eine bedeutende Privatpraxis. Er war Leibarzt von Arnulf von Bayern und Max Joseph in Bayern. Verheiratet war er seit dem 16. Mai 1861 mit Anna, Tochter eines Stadtgerichtsassessors Friedrich Dörrer. Die Ehe blieb kinderlos. Als er mit 71 Jahren gestorben war, wurde er in Bergen (Chiemgau) beerdigt.
Nach Lotzbeck sind Straßen in Mammendorf und der Münchner Altstadt benannt. Er war Ehrenmitglied des Bayerischen Frauenvereins vom Roten Kreuz.

## Schriften
- Die angeborenen Geschwülste der hinteren Kreuzbeingegend. München 1858.
- Die Fractur des Processus coronoideus der Ulna. München 1865.
- Der Luftröhrenschnitt bei Schußwunden. 1873.
- Gesundheitspflege für die Truppen der bayerischen Armee. 1865.
- Über Leben, Wirken und Bedeutung des Ambroise Paré.